# Tanjung Menang (Merapi Selatan)
Tanjung Menang is een bestuurslaag in het regentschap Lahat van de provincie Zuid-Sumatra, Indonesië. Tanjung Menang telt 209 inwoners (volkstelling 2010).